# 三民路 (大社區)
三民路（Sanmin Rd.）為高雄市大社區的主要道路，連接楠梓、大社市郊和仁武區。西起於中山路口接楠梓區興楠路近國道一號楠梓交流道，東於中正路、民生路口延續由中正路轉入的市道186號轉往南。南於大社、仁武區界續行仁武區中正路。是大社市區往來楠梓區和仁武區的重要道路。

## 行經行政區域
- 大社區

## 沿線設施
（由西至東）
- 八方民黃昏市場
- 台灣基督長老教會大社教會（三民路451巷3號）
- 高雄市大社區大社國小（页面存档备份，存于）暨附設幼稚園（三民路336號）
- 大社區農會超市（三民路334號）
- 三奶社區
- 大社區農會（三民路391號）
- 大社區戶政事務所
- 中正路

（由北至南）
- 中正路
- 7-Eleven大社門市（三民路304號）
- 碧雲宮（三民路315號）
- 7-Eleven大民門市（三民路213號）
- 明毅堂（三民路162巷12號）
- 大社正牌外省麵（三民路102號）
- 承天宮（三民路62巷25號）

## 公車資訊
- 高雄客運
  - 224 楠梓－大社－大灣－高雄－歷史博物館
  - 8008 高雄火車站－澄清湖－岡山
  - 8048 楠梓－鳳山－屏東（部分班次延駛至捷運都會公園站）
- 南台灣客運
  - 紅60 加昌站－大社－仁武－高鐵左營站
- 港都客運
  - 橘16 鳳山轉運站(捷運大東站)－仁武區公所－大社區公所

## 相關連結
- 高雄市主要道路列表